# Ciak d'oro 1995
10ª edizione dei Ciak d'oro tenutasi nel 1995. Le pellicole cinematografiche che ottengono il maggior numero di premi sono Lamerica di Gianni Amelio e Senza pelle di Alessandro D'Alatri con tre riconoscimenti.

## Vincitori e candidati
I vincitori sono indicati in grassetto, a seguire gli altri candidati.

### Miglior film
- Il postino di Michael Radford (in collaborazione con Massimo Troisi)

### Miglior regista
- Gianni Amelio - Lamerica

### Migliore attore protagonista
- Kim Rossi Stuart - Senza pelle

### Migliore attrice protagonista
- Sabrina Ferilli - La bella vita

### Migliore attore non protagonista
- Massimo Ghini - Senza pelle
  - Andrea Brambilla - Belle al bar
  - Antonello Fassari - Camerieri
  - Marco Messeri - Il toro
  - Michele Placido - Lamerica

### Migliore attrice non protagonista
- Silvia Cohen - Strane storie - Racconti di fine secolo
  - Laura Betti - Un eroe borghese
  - Mariella Valentini -Strane storie
  - Regina Bianchi - Camerieri
  - Stefania Sandrelli - Con gli occhi chiusi

### Migliore opera prima
- Paolo Virzì - La bella vita

### Migliore sceneggiatura
- Alessandro D'Alatri - Senza pelle
  - Alessandro Benvenuti, Ugo Chiti, Nicola Zavagli - Belle al bar
  - Leone Pompucci, Paolo Rossi, Filippo Pichi - Camerieri
  - Gianni Amelio, Andrea Porporati, Alessandro Sermoneta - Lamerica
  - Sandro Baldoni, Johnny Dell'Orto - Strane storie

### Migliore fotografia
- Luca Bigazzi - Lamerica
  - Vincenzo Marano - Barnabo delle montagne
  - Massimo Pau - Il branco
  - Maurizio Calvesi - OcchioPinocchio
  - Blasco Giurato - Una pura formalità

### Migliore sonoro
- Alessandro Zanon - Lamerica
  - Gaetano Cariti - Camerieri
  - Remo Ugolinelli- OcchioPinocchio
  - Tullio Morganti - Senza pelle
  - Maurizio Argentieri, Marco Fiumara, Roberto Mozzarelli - Strane storie

### Migliore scenografia
- Andrea Crisanti - Una pura formalità
  - Davide Bassan - Con gli occhi chiusi
  - Amedeo Fago - Il sogno della farfalla
  - Luciano Ricceri - OcchioPinocchio
  - Giancarlo Basili, Leonardo Scarpa - Strane storie

### Migliore montaggio
- Giuseppe Tornatore - Una pura formalità
  - Francesca Calvelli - Il sogno della farfalla
  - Simona Paggi - Lamerica
  - Cecilia Zanuso - Pasolini, un delitto italiano
  - Dedè Dedevitiis, Vilma Conte - Strane storie

### Migliore costumi
- Paola Rossetti - Barnabo delle montagne
  - Gianni Gissi - Camerieri
  - Paola Marchesin - Con gli occhi chiusi
  - Steno Tonelli - Dichiarazioni d'amore
  - Maurizio Millenotti - OcchioPinocchio

### Migliore colonna sonora
- Ivano Fossati - Il toro
  - Luis Bacalov - Il postino
  - Franco Piersanti - Lamerica
  - Giovanni Nuti - OcchioPinocchio
  - Moni Ovadia - Senza pelle

### Ciak d'oro|Miglior manifesto
- Strane storie - Racconti di fine secolo

### Migliore film straniero
- Forrest Gump di Robert Zemeckis